# Dimorphanthera denticulifera
Dimorphanthera denticulifera är en ljungväxtart som beskrevs av Herman Otto Sleumer. Dimorphanthera denticulifera ingår i släktet Dimorphanthera och familjen ljungväxter. Utöver nominatformen finns också underarten D. d. pubens.